# Daniel Vázquez Campo
Daniel Vázquez Campo (Chantada, província de Lugo, 1894 - Ribadavia, província d'Ourense, 1940) fou un advocat i polític gallec. El 10 de març de 1930 fou un dels fundadors de l'Organització Republicana de Lugo, que s'uniria a l'ORGA, i fou president de la Comissió Gestora de la Diputació de Lugo quan es va proclamar la Segona República Espanyola. A les eleccions generals espanyoles de 1931 fou elegit diputat per la província de Lugo per l'ORGA.